# Porta de entrada
Uma porta de entrada, em políticas de fronteira, é um lugar onde se pode entrar legalmente num país. Nele normalmente tem uma equipe de pessoas que verificam os passaportes e inspecionam objetos para impedir contrabandos de importação. Aeroportos internacionais são geralmente portas de entrada, tais como as rodovias e estradas que atravessam uma fronteira. Portos marítimos só podem ser usados para este fim se houver uma alfândega dedicada no local. Cada país possui suas próprias leis quanto a escolha de um porto ser ou não, mas normalmente ela deve ser da autoridade civil que controla o porto. Nos Estados Unidos, por exemplo, Los Angeles e San Diego são portas de entrada.
Em algumas portas de entrada, os procedimentos de imigração são realizadas apenas pelas forças armadas e não pelos oficiais de imigração. Contudo, a alfândega continua sendo encarregada com seus respectivos funcionários. Os procedimentos de necessidade de visto são muitas das vezes não utilizadas no caso dos viajantes serem residentes locais, como acontece num canal E-channel, encontrado em Hong Kong e Macau.
Em algumas fronteiras o conceito de uma porta de entrada não existe. Viajantes podem atravessa-la quando acharem conveniente. Dependendo do caso, a travessia é restrita aos cidadãos de certos países, sendo que geralmente estes não podem transportar um número de bens maior definido pela alfândega. Outras ainda possuem horários específicos para a travessia desse tipo.